# Orebić
Orebić – miasto w Chorwacji, w żupanii dubrownicko-neretwiańskiej, na półwyspie Pelješac, siedziba gminy Orebić. W 2021 roku liczyło 1794 mieszkańców.

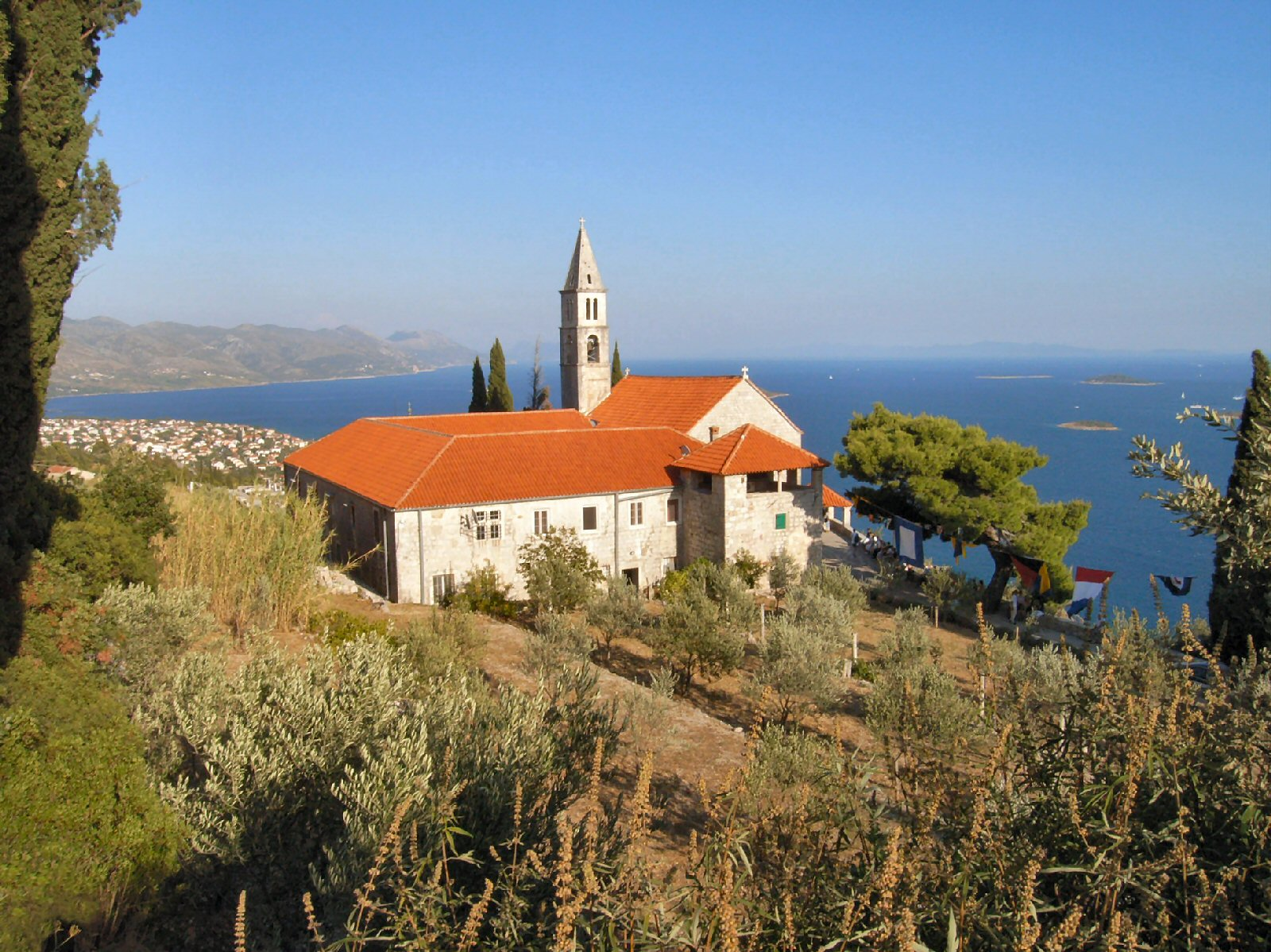
Klasztor Franciszkanów w Orebiciu z kościołem pw. Matki Bożej Anielskiej

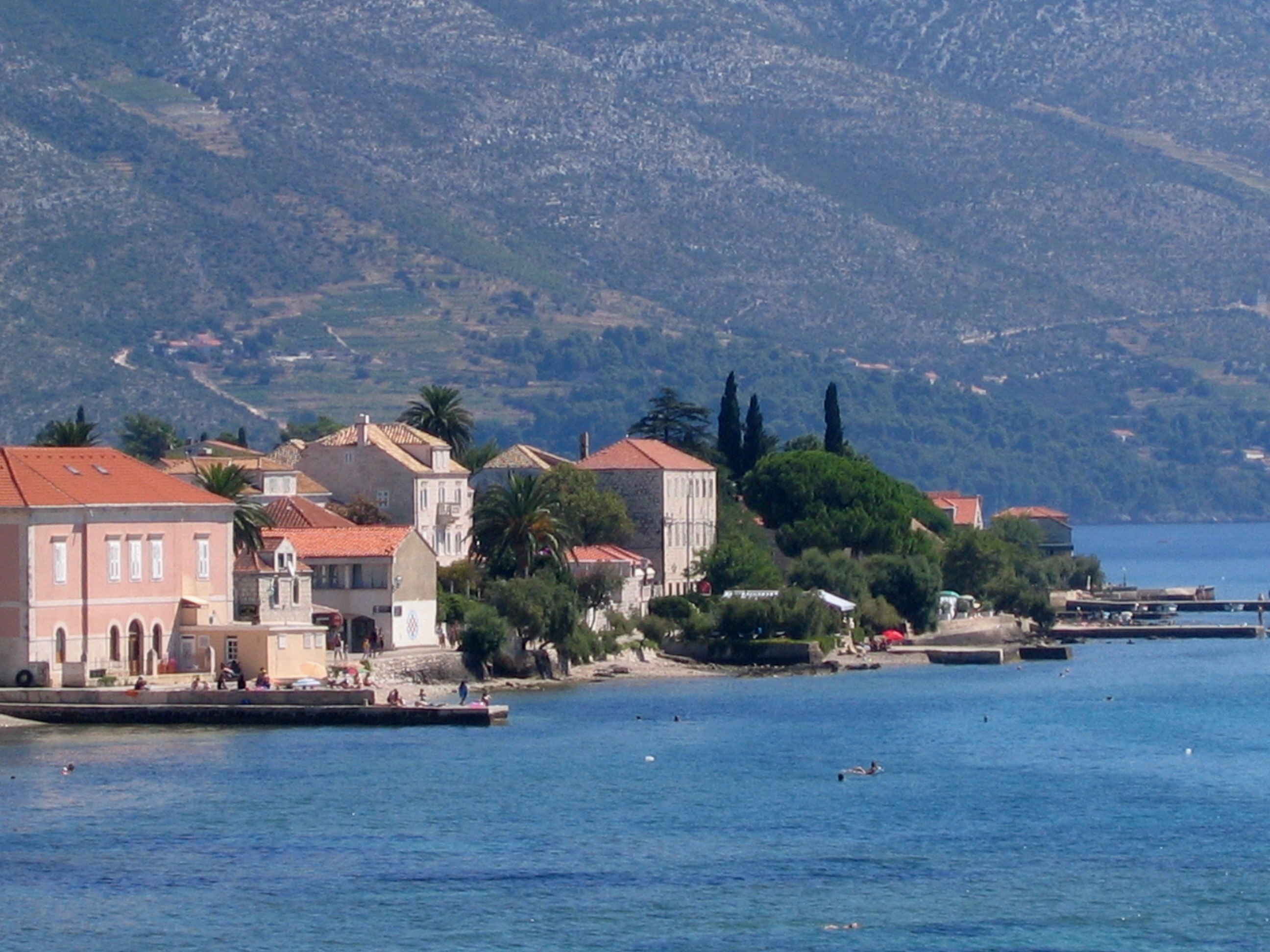
Wille kapitańskie na wybrzeżu w Orebiciu

Nad miastem jest wzniesienie z kościołem Gospa od Angela i klasztorem Franciszkanów z 1470 roku, w którym mieści się muzeum. Kościół zbudował w stylu gotyckim budowniczy Mihoč Radišić pochodzący z Dubrownika. Ze wzgórza rozpościera się jeden z najładniejszych widoków nad Morzem Adriatyckim – na Korčulę i okoliczne wyspy. Orebić ma bogate tradycje żeglarskie. Najbardziej znanymi budynkami kamiennymi w tym mieście są: Pałac Stowarzyszenia Marynarzy, Pałac Muzeum Marynarzy i Pałac Sądu.